# Barry Malkin
Barry M. Malkin (* 26. Oktober 1938; † 4. April 2019 in New York City) war ein US-amerikanischer Filmeditor, der insbesondere durch seine jahrzehntelange Zusammenarbeit mit Francis Ford Coppola bekannt wurde.

## Leben
Barry M. Malkin wurde 1938 geboren und wuchs im New Yorker Stadtbezirk Queens auf.
Malkin arbeitete zunächst als Praktikant bei der Editorin Dede Allen am Film Die Unbezwingbaren, als er den US-amerikanischen Regisseur und Editor Aram Avakian kennenlernte, der immer wieder Allen besuchte und anschließend auch Malkin als Assistenten für den Schnitt von Lilith engagierte. Avakian war es dann auch, der Malkin, nachdem er bereits mit The Patty Duke Show, The Fat Spy und Act of Reprisal seine ersten eigenverantwortlichen Schnitte leitete, dem jungen Francis Ford Coppola vorstellte. Nachdem Coppola festgestellt hatte, dass Malkin und er in derselben Nachbarschaft in Queens aufgewachsen waren, engagierte er ihn für den Schnitt seines vierten Spielfilms Liebe niemals einen Fremden. Seinen Credit erhielt er dort als Blackie Malkin.
Die langjährige Zusammenarbeit mit Coppola setzte allerdings nicht 1972 mit Der Pate ein, sondern erst mit der Fortsetzung Der Pate – Teil II. Für diesen erhielt er auch seine erste Nominierung für einen renommierten Filmpreis, als er für den BAFTA-Award für den Besten Schnitt nominiert wurde. Später erhielt Malkin zwei Oscar-Nominierungen für den Besten Filmschnitt; die erste 1985 für Cotton Club und die zweite 1991 für Der Pate III.
Barry Malkin war Mitglied der American Cinema Editors.
Er starb am 4. April 2019 im Alter von 80 Jahren in New York City. Er hinterließ seine Frau Stephanie und eine Tochter.

## Filmografie (Auswahl)
- 1963: Die Unbezwingbaren (America, America) (Schnittassistenz)[3]
- 1963: The Patty Duke Show (Fernsehserie, eine Episode)
- 1964: Act of Reprisal
- 1964: Lilith (Schnittassistenz)
- 1966: The Fat Spy
- 1969: Liebe niemals einen Fremden (The Rain People)
- 1970: Der Weg in den Abgrund (The End of the Road) (Schnittassistenz)
- 1971: Wer ist Harry Kellerman? (Who Is Harry Kellerman and Why Is He Saying Those Terrible Things About Me?)
- 1973: Treffpunkt Central Park (Cops and Robbers)
- 1974: Der Pate – Teil II (The Godfather Part II)
- 1977: Der Pate: Die Saga (The Godfather Saga)
- 1979: Tödliche Umarmung (Last Embrace)
- 1983: Rumble Fish
- 1984: Cotton Club (The Cotton Club)
- 1986: Peggy Sue hat geheiratet (Peggy Sue Got Married)
- 1987: Der steinerne Garten (Gardens of Stone)
- 1988: Big
- 1989: New Yorker Geschichten (New York Stories)
- 1990: Der Pate III (The Godfather Part III)
- 1990: Freshman (The Freshman)
- 1992: … aber nicht mit meiner Braut – Honeymoon in Vegas (Honeymoon in Vegas)
- 1994: 2 Millionen Dollar Trinkgeld (It Could Happen to You)
- 1996: Jack
- 1997: Der Regenmacher (The Rainmaker)
- 2000: Ist sie nicht großartig? (Isn’t She Great)
- 2000: Lucky Numbers
- 2004: Hawaii Crime Story (The Big Bounce)

## Auszeichnungen
- British Academy Film Award
  - 1975: Bester Schnitt – Der Pate – Teil II (nominiert)

- Oscar
  - 1985: Bester Schnitt – Cotton Club (nominiert)
  - 1991: Bester Schnitt – Der Pate III (nominiert)